# Bulbophyllum xanthoacron
Bulbophyllum xanthoacron là một loài phong lan thuộc chi Bulbophyllum.